# Sutoru, Sălaj
Sutoru este un sat în comuna Zimbor din județul Sălaj, Transilvania, România.

## Vestigii arheologice
Pe teritoriul acestei localități au fost descoperite urmele unei așezări romane (castrul Optatiana).

## Personalități
- Petre Abrudan, (1907 - 1979), pictor român

## Vezi și

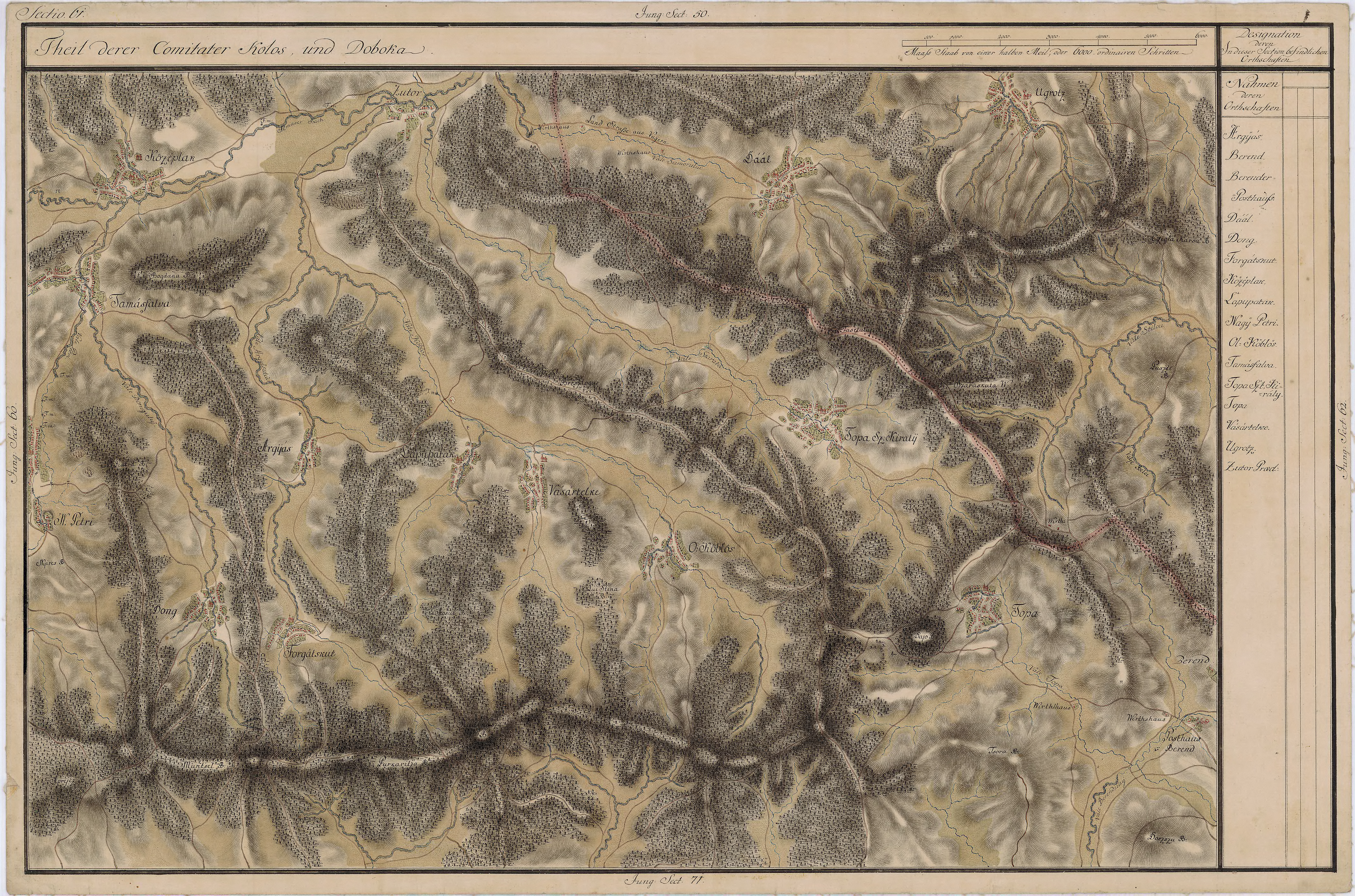
Sutoru pe Harta Iosefină a Transilvaniei, 1769-1773